# Манеголд II фон Неленбург
Манеголд II фон Неленбург (на немски: Manegold II von Nellenburg, Landgraf in Hegau & Madach; † между 15 юли 1294 и 29 април 1295) от графството Неленбург е ландграф в Хегау и Мадах (до Щоках) в Югозападна Германия и Северна Швейцария.

## Произход
Той е син на граф Еберхард III фон Неленбург-Феринген († сл. 1257). Внук е на граф Манеголд фон Неленбург-Феринген († сл. 1229) и графиня Елизабет фон Монфор († сл. 1269). Сестра му Анна фон Неленбург се омъжва 1275 г. за роднината си Лютолд IX фон Регенсберг-Балм († ок. 16 март 1302).

## Фамилия
Манеголд II се жени 1271 г. за Агнес фон Ешенбах († между 13 август/21 септември 1321), дъщеря на Валтер III фон Ешенбах († 1299) и графиня Кунигунда фон Зулц († сл. 1309). Те имат децата:
- синове (* пр. 1273 – ?)
- Еберхард IV (I) фон Неленбург († сл. 1331), ландфогт в Хегау-Мадах, женен за Агнес († сл. 1319)
- Волфрад фон Неленбург († сл. 1377)
- Манголд фон Неленбург († сл. 1343)
- ? Фридрих I фон Неленбург († сл. 1303)

Манеголд II има от друга връзка две дъщери:
- Агнес фон Неленбург († сл. 15 януари 1325), омъжена пр. 15 юни 1282 г. за граф Фридрих II фон Цолерн-Шалксбург, наричан „по-младият Меркенбергер“ († 1315/1319), син на граф Фридрих I фон Цолерн-Шалксбург
- Маргарета фон Неленбург († 15 април), омъжена за Манеголд фон Брандис († 15 април)